# Aleksandr Wołżyn (polityk)
Aleksandr Nikołajewicz Wołżyn, ros. Александр Николаевич Волжин (ur. 26 kwietnia?/8 maja 1860 w Bieriozie, zm. 2 stycznia 1933 w Nicei) – rosyjski polityk, oberprokurator Świątobliwego Synodu Rządzącego w latach 1915–1916.

## Życiorys
Pochodził z rodziny szlacheckiej z guberni kurskiej.
Ukończył Liceum cesarzewicza Mikołaja w Moskwie, następnie studia prawnicze na Uniwersytecie Moskiewskim. Po ukończeniu nauki zamieszkał w rodzinnym majątku w guberni kurskiej i próbował zajmować się rolnictwem, opierając się na swoich obserwacjach z podróży do Bawarii i na Węgry.
Od 1889 służył w ministerstwie spraw wewnętrznych. W 1904 mianowany p.o. gubernatora siedleckiego, funkcję tę otrzymał na stałe w grudniu 1907. W 1913 został pierwszym gubernatorem chełmskim. O stanowisko to rywalizował z gubernatorem lubelskim Mienkinem i prawdopodobnie wygrał tę rywalizację dzięki prywatnym koneksjom w kołach rządowych. Od 1910 był rzeczywistym radcą stanu, w 1914 otrzymał dworską rangę hofmeistra. W lipcu 1914 powierzono mu stanowisko dyrektora spraw ogólnych w Ministerstwie Spraw Wewnętrznych.
W 1915 został p.o. oberprokuratora Świątobliwego Synodu Rządzącego, zaś 1 stycznia 1916 zaczął pełnić tę funkcję na stałe. Jako zwierzchnik Synodu popierał ideę reformy podziału administracyjnego Rosyjskiego Kościoła Prawosławnego poprzez utworzenie w Rosji siedmiu metropolii (okręgów metropolitalnych), ostatecznie nigdy nie zrealizowaną. Wprowadził również zasadę przedstawiania carowi raportów z prac Synodu przez oberprokuratora wyłącznie w obecności najwyższego godnością członka Synodu. Synod zdecydował również o przekazaniu części kompetencji ordynariuszy eparchii biskupom pomocniczym i o zobowiązaniu biskupów do odbywania wizyt duszpasterskich we wszystkich parafiach administratury.
Wołżyn sprzeciwiał się działalności Rasputina. Bezskutecznie protestował przeciwko przeniesieniu metropolity petersburskiego Włodzimierza na katedrę kijowską, by najbardziej prestiżowy urząd w Rosyjskim Kościele Prawosławnym mógł objąć protegowany Rasputina, dotychczasowy egzarcha Gruzji Pitirim. Po przybyciu Pitirima do Petersburga zdołał on doprowadzić do tego, że caryca Aleksandra Fiodorowna wpłynęła na męża, by ten usunął Wołżyna ze sprawowanej funkcji. W sierpniu 1916 Wołżyn przeszedł do Rady Państwa, zaś nowym oberprokuratorem został zwolennik Rasputina Nikołaj Rajew.
Po rewolucji lutowej Aleksandr Wołżyn wyjechał ze stolicy na południe kraju. W marcu 1918 przez Odessę udał się na Maltę. Następnie żył we Włoszech, Niemczech i Francji. Zmarł w 1933 w Nicei i został pochowany na tamtejszym cmentarzu prawosławnym.

## Rodzina
Żonaty z księżniczką Olgą Dołgoruką. Małżeństwo to miało znaczący wpływ na rozwój jego kariery urzędniczej.